# Radu Nunweiller
Radu Nunweiller (Bukarest, 1944. november 16. –) román válogatott labdarúgó, edző.

## Pályafutása

### A válogatottban
1966 és 1975 között 42 alkalommal szerepelt a román válogatottban és 2 gólt szerzett. Részt vett az 1970-es világbajnokságon.

## Sikerei, díjai

### Játékosként
Dinamo București
- Román bajnok (5): 1963–64, 1964–65, 1970–71, 1972–73, 1974–75
- Román kupadöntős (2): 1963–64, 1967–68

### Edzőként
Lausanne-Sport
- Svájci kupa (1): 1997–98

Yverdon-Sport
- Svájci másodosztályú bajnok (1): 2004–05